# Enoplotarsus deserticola
Enoplotarsus deserticola är en skalbaggsart som beskrevs av Lucas 1857. Enoplotarsus deserticola ingår i släktet Enoplotarsus och familjen Cetoniidae. Inga underarter finns listade i Catalogue of Life.